# Elvis Abbruscato
Elvis Abbruscato (Reggio Emilia, 14 aprile 1981) è un dirigente sportivo, allenatore di calcio ed ex calciatore italiano, di ruolo attaccante, collaboratore tecnico del Napoli.

## Biografia
È sposato con Silvia Rosati dalla quale ha avuto tre figli: Aurora, Diego e Achille. I due si sono sposati il 26 aprile 2004 ad Arezzo, città nella quale militava il calciatore. Di fede evangelica, ha iniziato a giocare a calcio all'età di 12 anni. In precedenza aveva provato karate, nuoto, atletica leggera e pattinaggio artistico. I genitori lo hanno chiamato Elvis ispirandosi al noto cantante Elvis Presley.

## Caratteristiche tecniche

### Giocatore
Attaccante che è in grado di fare sia la prima che la seconda punta, bravo nel muoversi tra le linee. Rapido e bravo nel gioco aereo, è in grado di svariare su tutto il fronte dell'attacco e sa calciare con entrambi i piedi.

## Carriera

### Giocatore

#### Club
Muove i suoi primi passi nel Bismantova, per poi essere prelevato dalla Reggiana. Esordisce in Serie B e con i granata il 6 marzo 1999 in Lecce-Reggiana (1-0), subentrando a Giovanni Orfei a 4' dal termine.
L'anno successivo viene acquistato dal Verona. Il 5 ottobre 2000 passa in prestito con diritto di riscatto e controriscatto al Livorno, in Serie C1. Mette a segno la sua prima rete tra i professionisti il 5 novembre contro l'Arezzo. Terminato il prestito rientra al Verona.
Nel 2001 viene prelevato in prestito dalla Triestina. Nel 2003 passa all'Arezzo, in Serie C1. Conclude la stagione - terminata con la promozione in Serie B e la vittoria della Supercoppa di Lega di Serie C - con 20 reti in 39 presenze.
Il 29 gennaio 2006 lascia l'Arezzo - squadra di cui era diventato capitano - passando in prestito con diritto di riscatto fissato a 4,7 milioni di euro al Torino. A fine stagione la squadra viene promossa in Serie A. Il 20 giugno 2006 viene riscattato dai piemontesi.
Esordisce in Serie A il 10 settembre 2006 contro il Parma (1-1 il risultato finale), giocando titolare. Il 28 gennaio 2007 mette a segno una doppietta ai danni dell'Udinese. Termina l'annata - senza lasciare il segno - con tre reti in 29 presenze.
Il 25 luglio 2007 passa in compartecipazione al Lecce per 2 milioni di euro, con cui segna 15 reti - di cui 3 nei play-off - contribuendo al ritorno in massima serie dei pugliesi dopo due anni di assenza. Il 26 giugno 2008 la comproprietà viene risolta alle buste in favore del Torino.
Il 30 novembre 2008 riporta la rottura frattura pluriframmentaria e scomposta del perone destro. Viene operato due giorni dopo a Roma.
Il 31 agosto 2009 passa in prestito al Chievo. Il 19 agosto 2010 passa al L.R. Vicenza, nello scambio che porta Alessandro Sgrigna al Torino. Il 5 novembre 2011 segna una tripletta - la prima in carriera - nel 3-1 dei veneti ai danni del Gubbio. Nel corso della stessa partita ha raggiunto il traguardo delle 100 reti in carriera.
Il 1º luglio 2012 sottoscrive un contratto biennale con il Pescara, militante in Serie A. Rescisso il contratto con il Pescara, l'11 luglio 2013 viene ingaggiato dalla Cremonese, formazione di Lega Pro Prima Divisione, legandosi ai lombardi per mezzo di un contratto biennale.
Il 25 luglio 2014 passa alla Feralpisalò. Il 10 settembre mette a segno una tripletta contro il Pordenone. L'11 maggio 2015 rescinde il proprio contratto.
La stagione successiva scende di categoria, in Serie D, accordandosi con il Fiorenzuola. Fa il suo debutto con i rossoneri il 13 settembre 2015 nella sconfitta per 3-0 in casa del Pontisola. Dopo altre due apparizioni, sempre partendo dalla panchina, il 5 ottobre 2015 rescinde il contratto con la squadra emiliana.
Dopo essere rimasto svincolato, inizia ad allenarsi con la formazione Berretti della Reggiana.

#### Nazionale
Abbruscato conta una presenza con la nazionale italiana Under-20.

### Dopo il ritiro
Nel febbraio 2016 annuncia il ritiro dal calcio professionistico diventando l'allenatore del ViaEmilia, squadra reggiana di Seconda Categoria, per la quale viene comunque tesserato anche come giocatore.
Il 19 luglio 2016 diventa l'allenatore della formazione Berretti dell'Arezzo.
Nella stagione successiva diventa il vice di Claudio Bellucci sulla panchina della prima squadra; viene confermato nell'incarico anche con Massimo Pavanel. Il 23 dicembre, data la squalifica dell'allenatore veneto, guida per la prima volta in carriera una squadra professionistica, nella partita persa per 2-1 contro l'Arzachena.
Il 13 giugno 2017 inizia a Coverciano il corso da allenatore professionista categoria UEFA A che abilita ad allenare formazioni giovanili e squadre fino alla Lega Pro e consente anche di fare l'allenatore in seconda in Serie A e B, conseguendo il patentino il 7 settembre.
Nell'agosto 2018 diventa vice-allenatore della nazionale italiana Under-18.
Nel luglio 2021 passa alla guida della formazione Primavera della Reggiana, società per la quale ricopre anche il ruolo di coordinatore tecnico dell'attività agonistica delle formazioni giovanili. Nella stagione 2022-2023 diventa l'allenatore della Primavera del Mantova, rimanendovi fino al termine della stagione.
Nell’estate del 2024 diventa collaboratore tecnico di Antonio Conte al Napoli.

## Statistiche

### Presenze e reti nei club
| Stagione        | Squadra         | Campionato      | Campionato | Campionato | Coppe nazionali | Coppe nazionali | Coppe nazionali | Coppe continentali | Coppe continentali | Coppe continentali | Altre coppe | Altre coppe | Altre coppe | Totale | Totale |
| Stagione        | Squadra         | Comp            | Pres       | Reti       | Comp            | Pres            | Reti            | Comp               | Pres               | Reti               | Comp        | Pres        | Reti        | Pres   | Reti   |
| --------------- | --------------- | --------------- | ---------- | ---------- | --------------- | --------------- | --------------- | ------------------ | ------------------ | ------------------ | ----------- | ----------- | ----------- | ------ | ------ |
| 1998-1999       | Reggiana        | B               | 2          | 0          | CI              | 0               | 0               | -                  | -                  | -                  | -           | -           | -           | 2      | 0      |
| 1999-2000       | Verona          | A               | 0          | 0          | CI              | 0               | 0               | -                  | -                  | -                  | -           | -           | -           | 0      | 0      |
| ago.-ott. 2000  | Verona          | A               | 0          | 0          | CI              | 2               | 0               | -                  | -                  | -                  | -           | -           | -           | 2      | 0      |
| ott. 2000-2001  | Livorno         | C1              | 11         | 1          | CI-C            | 1               | 0               | -                  | -                  | -                  | -           | -           | -           | 12     | 1      |
| 2001-2002       | Triestina       | C1              | 25         | 5          | CI-C            | 0               | 0               | -                  | -                  | -                  | -           | -           | -           | 25     | 5      |
| 2002-2003       | Verona          | B               | 19         | 2          | CI              | 2               | 0               | -                  | -                  | -                  | -           | -           | -           | 21     | 2      |
| Totale Verona   | Totale Verona   | Totale Verona   | 19         | 2          |                 | 4               | 0               |                    | -                  | -                  |             | -           | -           | 23     | 2      |
| 2003-2004       | Arezzo          | C1              | 34         | 19         | CI-C            | 3               | 1               | -                  | -                  | -                  | SC-C        | 2           | 0           | 39     | 20     |
| 2004-2005       | Arezzo          | B               | 41         | 13         | CI              | 3               | 0               | -                  | -                  | -                  | -           | -           | -           | 44     | 13     |
| 2005-gen. 2006  | Arezzo          | B               | 26         | 10         | CI              | 1               | 0               | -                  | -                  | -                  | -           | -           | -           | 27     | 10     |
| Totale Arezzo   | Totale Arezzo   | Totale Arezzo   | 101        | 42         |                 | 7               | 1               |                    | -                  | -                  |             | 2           | 0           | 110    | 43     |
| gen.-giu. 2006  | Torino          | B               | 16+2       | 4+1        | -               | -               | -               | -                  | -                  | -                  | -           | -           | -           | 18     | 5      |
| 2006-2007       | Torino          | A               | 29         | 3          | CI              | 2               | 1               | -                  | -                  | -                  | -           | -           | -           | 31     | 4      |
| 2007-2008       | Lecce           | B               | 37+3       | 11+3       | CI              | 1               | 0               | -                  | -                  | -                  | -           | -           | -           | 41     | 14     |
| 2008-2009       | Torino          | A               | 10         | 1          | CI              | 1               | 0               | -                  | -                  | -                  | -           | -           | -           | 11     | 1      |
| ago. 2009       | Torino          | B               | 1          | 0          | CI              | 2               | 0               | -                  | -                  | -                  | -           | -           | -           | 3      | 0      |
| ago. 2009-2010  | Chievo          | A               | 15         | 2          | CI              | 1               | 0               | -                  | -                  | -                  | -           | -           | -           | 16     | 2      |
| ago. 2010       | Torino          | B               | -          | -          | CI              | 1               | 0               | -                  | -                  | -                  | -           | -           | -           | 1      | 0      |
| Totale Torino   | Totale Torino   | Totale Torino   | 56+2       | 8+1        |                 | 6               | 1               |                    | -                  | -                  |             | -           | -           | 64     | 10     |
| ago. 2010-2011  | L.R. Vicenza    | B               | 42         | 19         | CI              | 0               | 0               | -                  | -                  | -                  | -           | -           | -           | 42     | 19     |
| 2011-2012       | L.R. Vicenza    | B               | 36+2       | 13         | CI              | 1               | 0               | -                  | -                  | -                  | -           | -           | -           | 39     | 13     |
| Totale Vicenza  | Totale Vicenza  | Totale Vicenza  | 78+2       | 32         |                 | 1               | 0               |                    | -                  | -                  |             | -           | -           | 81     | 32     |
| 2012-2013       | Pescara         | A               | 25         | 2          | CI              | 1               | 1               | -                  | -                  | -                  | -           | -           | -           | 26     | 3      |
| 2013-2014       | Cremonese       | 1D              | 10         | 3          | CI+CI-LP        | 2+1             | 1+2             | -                  | -                  | -                  | -           | -           | -           | 13     | 6      |
| 2014-2015       | Feralpisalò     | LP              | 15         | 4          | CI+CI-LP        | 2+1             | 0+1             | -                  | -                  | -                  | -           | -           | -           | 18     | 5      |
| sett.-ott. 2015 | Fiorenzuola     | D               | 3          | 0          | CID             | 0               | 0               | -                  | -                  | -                  | -           | -           | -           | 3      | 0      |
| feb.-giu. 2016  | ViaEmilia       | SC              | 0          | 0          | -               | -               | -               | -                  | -                  | -                  | -           | -           | -           | 0      | 0      |
| Totale carriera | Totale carriera | Totale carriera | 400        | 116        |                 | 28              | 7               |                    | -                  | -                  |             | 2           | 0           | 430    | 123    |

## Palmarès

### Club
- Campionato italiano Serie C1: 1

Arezzo: 2003-2004
- Supercoppa di Lega di Serie C1: 1

Arezzo: 2004

### Individuale
- Capocannoniere della Serie C1

Arezzo: 2003-2004 (19 gol)